# Kalonda
Kalonda este o comună slovacă, aflată în districtul Lučenec din regiunea Banská Bystrica. Localitatea se află la altitudinea de 168 m deasupra n.m., se întinde pe o suprafață de 8,82 km2 și în 2017 număra 204 locuitori.

## Istoric
Localitatea Kalonda este atestată documentar din 1238.

## Demografie
| An:                | 1994 | 2004    | 2014   | 2024   |
| ------------------ | ---- | ------- | ------ | ------ |
| Număr de persoane: | 203  | 233     | 214    | 195    |
| Diferență:         |      | +14,77% | −8,15% | −8,87% |

| An:                | 2023 | 2024   |
| ------------------ | ---- | ------ |
| Număr de persoane: | 196  | 195    |
| Diferență:         |      | −0,51% |